# Gare de Ceasa
La gare de Ceasa est une gare ferroviaire, appartenant à la ligne 9–Émeraude, exploitée par ViaMobilidade. Il est situé dans le district de Vila Leopoldina dans la ville de São Paulo.

## Histoire
La gare a été construite par FEPASA en 1979 (lors de la modernisation de la branche Jurubatuba de l'ancienne Estrada de Ferro Sorocabana) et a ouvert le 4 avril 1981, étant située à côté du CEAGESP à São Paulo. Depuis 1996, la gare est gérée par la CPTM. Elle a été rénovée et restituée le 28 mars 2010.
Le 20 avril 2021 elle a été accordée au consortium ViaMobilidade composé des sociétés CCR et RUASinvest, avec la concession d'exploiter la ligne pendant trente ans. Le contrat de concession a été signé et le transfert de la ligne a été réalisé le 27 janvier 2022.

## À proximité
- CEAGESP